# Medowie
Medowie är en del av en befolkad plats i Australien. Den ligger i kommunen Port Stephens Council och delstaten New South Wales, i den sydöstra delen av landet, omkring 140 kilometer nordost om delstatshuvudstaden Sydney. Antalet invånare är 5 841.
I omgivningarna runt Medowie växer i huvudsak städsegrön lövskog. Runt Medowie är det ganska tätbefolkat, med 67 invånare per kvadratkilometer. Genomsnittlig årsnederbörd är 1 277 millimeter. Den regnigaste månaden är februari, med i genomsnitt 223 mm nederbörd, och den torraste är juli, med 46 mm nederbörd.